# Parque rural del Nublo
El parque rural del Nublo es el Espacio Natural Protegido más grande de la isla de Gran Canaria (Canarias, España) y uno de los mayores y el más poblado de Canarias, albergando casi una treintena de entidades de población entre los términos municipales de Tejeda, La Aldea de San Nicolás, Mogán, San Bartolomé de Tirajana, Artenara, San Mateo, Valleseco y Moya, estando protegido con la categoría de parque rural.
Es la zona protegida más extensa de la isla de Gran Canaria y tiene una superficie de 26 764,03 ha, que abarca desde la montaña de Los Moriscos hasta la montaña de Altavista, siguiendo por el barranco del municipio de Tejeda hasta las presas del Parralillo y Caidero de la Niña. Buena parte de este está incluido en el Paisaje cultural de Risco Caído y montañas sagradas de Gran Canaria, nombrado el 7 de julio de 2019 como Patrimonio Mundial de la UNESCO.

## Descripción
El parque rural del Nublo ofrece un paisaje de estructuras desmanteladas y fuertes escarpes, con sectores de gran interés visual y espectaculares tras 14 millones de años de actividad constructiva (volcanismo) y destructiva (erosión).
La gran diferencia de altitudes dentro del espacio contribuye a albergar una gran variedad de hábitats naturales, algunos en buen estado, con numerosas especies endémicas amenazadas, algunas únicas de este espacio. También la enorme variedad de la avifauna debido a las numerosos embalses, pinares y acantilados costeros, además del papel de las masas forestales como recarga del acuífero y de la conservación del suelo.
También destacamos el gran valor etnográfico del espacio, por la actividad agrosilvopastoril, los caseríos tradicionales, las laderas abancaladas para el cultivo y los numerosos restos arqueológicos de los aborígenes de Gran Canaria, con el importantísimo Conjunto Troglodita del Bentayga, Risco Caído y Acusa, nombrado el 7 de julio de 2019, Patrimonio Mundial de la UNESCO con la denominación de Paisaje cultural de Risco Caído y montañas sagradas de Gran Canaria, estando integrado gran parte de este en el parque rural del Nublo.
Está incluido en la Red Canaria de Espacios Naturales Protegidos y en la Red Natura 2000 con las Zonas de Especial Conservación (ZEC): El Nublo y El Nublo II, y es Zona de Especial Protección para las Aves (ZEPA).

### Declaración de parque rural
Este espacio fue declarado Espacio Natural el 19 de junio de 1987 y el 19 de diciembre de 1994 fue declarado Parque Rural, entrando así en la lista de espacios naturales de Canarias. El sector de parque que delimita la reserva natural integral de Inagua tiene la consideración de área de sensibilidad ecológica.

### Espacios protegidos colindantes
Dentro del parque rural del Nublo se encuentran la reserva natural integral de Inagua, el monumento natural del Roque Nublo y en la parte norte se encuentra el paisaje protegido de Las Cumbres; por el este se encuentran la reserva natural especial de Los Marteles, el parque natural de Pilancones y el monumento natural de Tauro; y por el oeste se encuentran el parque natural de Tamadaba y la reserva natural especial de Güigüi.

## Geología
Este espacio está determinado por la gran complejidad y singularidad de las formaciones geológicas y geomorfológicas, con variedades estructurales de los centros eruptivos, el carácter migratorio de los mismos, la variedad litológica, la diversidad de los mecanismos eruptivos y la diversidad de las formas resultantes.
Se corresponde en este espacio una antigua caldera de hundimiento con un proceso intrusivo en la zona central, con un complejo cónico filoniano. En el Ciclo Roque Nublo, se sucedió la emisión de lavas intercaladas con aglomerados del tipo Roque Nublo. El Ciclo Post Roque Nublo se caracteriza con aparatos volcánicos de la zona de cumbres, como el Volcán de Arenas y Llanos de la Pez.
La construcción volcánica y la erosión con periodos alternados ha dado lugar un relieve caracterizado por la Cumbre Central, con el segundo pico más alto de la isla, el Pico de las Nieves (1948 m s. n. m.), Pajonales, la Caldera de Tejeda, la plancha aglomerática del Toscón-Juncal, la cuenca alta del barranco de Arguineguín, la Rampa de Tabaibales y los barrancos y cuchillos del suroeste.
Además, tres puntos de este espacio han sido considerados por el Instituto Tecnológico GeoMinero de España como puntos de interés geológico (PIG): la Caldera de Tejeda, Ayacata, y un sector de la ladera oeste del barranco de Arguineguín, con bloques de avalancha asociados a las erupciones del antiguo estratovolcán del Roque Nublo e interesantes depósitos de ignimbritas al sur de Veneguera, de importancia internacional.

## Flora

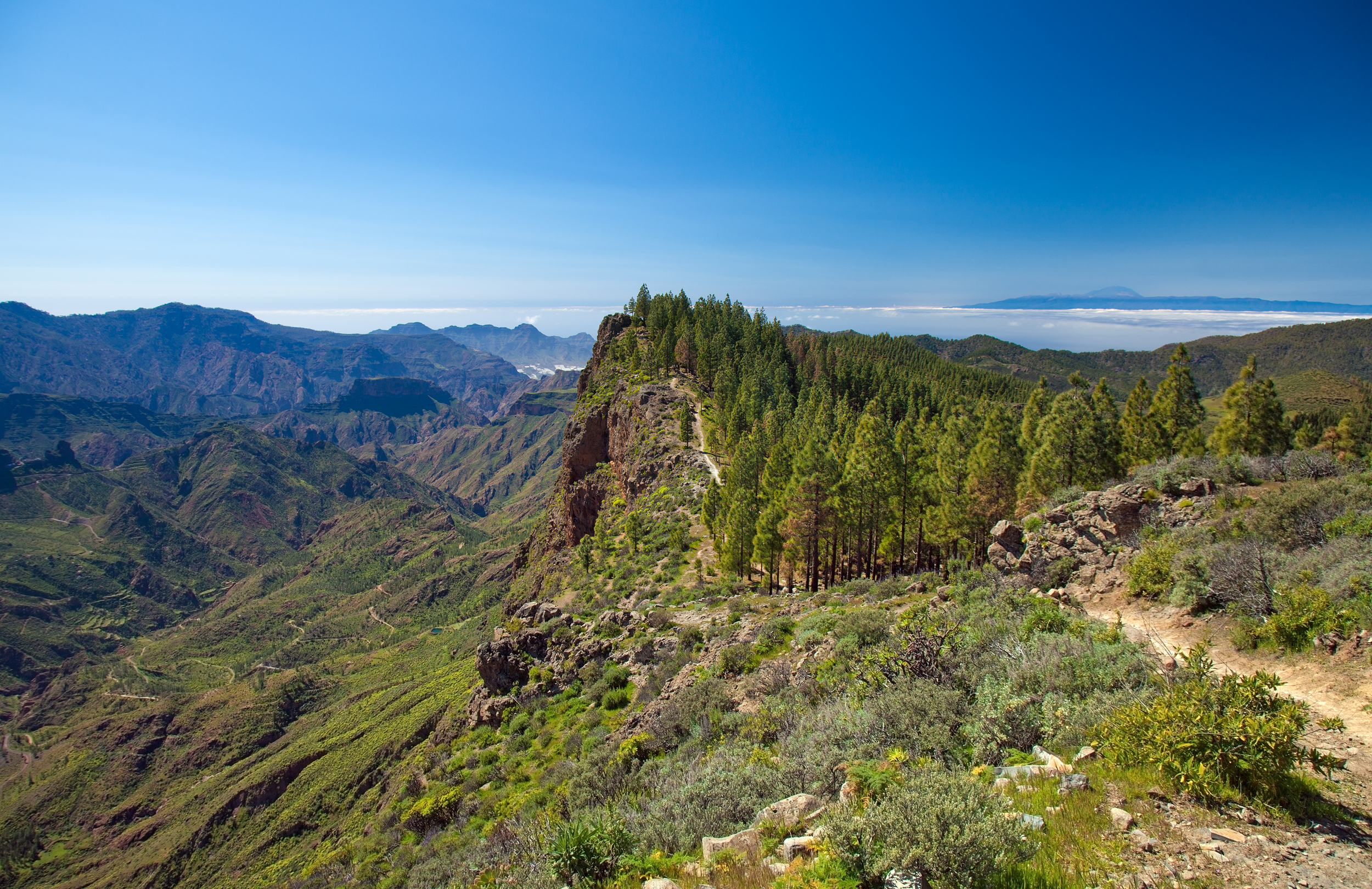
Parque Rural del Nublo.

La motivación de su nombramiento como ZEC se debe al hábitat de especies como la siempreviva de Amagro (Limonium sventenii), el crestagallo de pinar (Isoplexis isabelliana) o el cordón de plata (Gonospermum ptarmiciflorum), y hábitats de interés comunitario como las Galerías ribereñas termomediterráneas, Palmerales de Phoenix, Bosques mediterráneos endémicos de Juniperus ssp., y Campos de lava y excavaciones naturales, entre otros.
También tiene incluidas varias Zonas de Interés Florístico según el Plan Insular de Ordenación (PIO), con especies poco comunes, endémicas o amenazadas en Los Riscos de Chapín, el Barranco de Pino Gordo o los riscos entre la degollada de La Aldea y Tasarte. Se han inventariado 168 taxones nativos, siendo 53 de ellos exclusivos de Gran Canaria, 64 de Canarias y 21 macaronésicos. Con una vegetación muy influida por el medio físico y el factor antrópico, desde matorrales xéricos hasta el pinar.
En la franja costera del espacio, se desarrollan relictos de cardonal-tabaibal desde la costa hasta los 400 metros, con los espacios degradados conformados por la tabaiba amarga (Euphorbia regis-jubae), la aulaga (Launaea arborescens), la leña buena (Neochamaelea pulverulenta), el balo (Plocama pendula), y diversas gramíneas. Entre los 300-400 m s. n. m., aparecen las zonas más antropizadas, con formaciones relícticas de almácigo (Pistacia atlantica), acebuches (Olea cerasiformis), palmera canaria (Phoenix canariensis), junto a juncales (Juncus acutus), tarajales (Tamarix canariensis), dragos (Dracaena drago) y sabinas (Juniperus turbinata ssp. canariensis) aislados junto a especies como el tepopote frágil (Ephedra fragilis), el algafitón de La Aldea (Dendriopoterium pulidoi), el cabezón de Gran Canaria (Cheirolophus arbutifolius), entre otras. Especies puntuales en los grandes barrancos son el sauce canario (Salix canariensis), tarajales, juncales y cañaverales (Arundo donax), especie invasora esta última.
Encima de los 1500 m s. n. m., las cumbres están ocupadas en general de pinares de pino canario (Pinus canariensis) y otros pinos foráneos como el pino insigne, el pino piñonero, y el pino carrasco. Los pinares naturales se desarrollan en el macizo de Inagua y en pocos sectores dispersos del parque, siendo los demás de repoblación. Junto a estos encontramos el alhelí (Erysimum bicolor), la salviablanca de cumbre (Sideritis dasygnaphala), la retama amarilla (Teline microphylla), el escobón (Chamaecytisus proliferus ssp. meridionalis), el codeso (Adenocarpus foliolosus), entre otras. En las zonas degradadas se asientan matorrales de tabaiba amarga, jarales (Cistus monspeliensis), tomillos (Micromeria ssp.) y el matorrisco de Gran Canaria (Lavandula minutolii).
Numerosos endemismos rupícolas se encuentran en el espacio como la cerraja brillante (Sonchus brachylobus var. canariensis), el saladillo de risco (Camptoloma canariense), la madama pegajosa (Allagopappus viscosissimus), el pastel de risco (Aeonium virgineum), el cabezón de Gran Canaria (Cheirolophus arbutifolius), además de sabinas, dragos y peralillos (Maytenus canariensis). Destacamos la presencia del almendrero (Prunus dulcis), especie introducida con gran extensión, especialmente en la Cuenca de Tejeda.

### El pino de Casandra
El pino Bonito o pino de Casandra es uno de los últimos grandes pinos de Gran Canaria. Es un pino canario de altura modesta, no llegando a los 20 metros de altura, aunque tiene un diámetro 5 metros en el tronco y 20 metros en la copa, situándose este junto a la presa de la Cueva de las Niñas, en el término municipal de Tejeda. Tiene una gran hornacina cerca a su base desde donde se extrajo tea, teniendo una edad estimada de  385 años,aunque para otros podría estar entre 530 y 854 años.[cita requerida]
Alrededor de este pino existen leyendas como la de la joven madre, Casandra, que fue quemada por su marido junto a este árbol por haber entregado a sus hijas al Diablo a cambio de la eterna juventud. El marido se dio cuenta de que la edad no pasaba por ella, y la descubrió en una reunión nocturna junto a Lucifer, siendo encadenada al tronco del árbol y quemada in situ. Por esta razón se dice que las noches de plenilunio se puede escuchar la marcha de la bruja, sus cadenas y el eterno llanto de un padre.

## Fauna

### Vertebrados
Los reptiles están representados por el lagarto gigante de Gran Canaria (Gallotia stehlini), la lisa rayada grancanaria (Chalcides sexlineatus sexlineatus), la lisa variable de Gran Canaria (Chalcides sexlineatus bistriatus) y el perinquén de Boettger (Tarentola boettgeri). Los anfibios con dos especies introducidas: la rana común (Pelophylax perezii) y la ranita meridional (Hyla meridionalis), en zonas con presencia de agua. Mientras que los peces son introducidos en los embalses con especies como las tilapias, percas y carpas.
La avifauna, la mejor representada de los vertebrados, siendo este espacio categorizado como ZEPA, con especies como el mosquitero canario (Phylloscopus canariensis), el bisbita caminero (Anthus berthelotii), el cernícalo canario (Falco tinnunculus canariensis), el busardo ratonero (Buteo buteo insularum), el cuervo canario (Corvus corax canariensis), la pardela cenicienta (Calonectris diomedea borealis), el búho chico (Asio otus canariensis), el pinzón azul de Gran Canaria (Fringilla polatzeki), el pico picapinos de Gran Canaria (Dendrocopus major thanneri) o el alcaudón real (Lanius meridionalis koenigi). Existió en este espacio el guirre o alimoche (Neophron percnopterus ssp. majorensis), siendo en los Llanos de Ojeda donde se constató su último hábitat. 
Algunas especies introducidas han afectado notoriamente la flora y fauna del parque como el gato cimarrón, el conejo y la cabra asilvestrada, consumiendo especies endémicas amenazadas.

### Invertebrados
La fauna invertebrada de este espacio natural es muy rica y variada, con unas 170 especies y subespecies endémicas de la isla, debido a la gran variedad de ecosistemas existentes desde el piso basal hasta el pinar.
Los moluscos gasterópodos se representan con 10 especies endémicas exclusivas, los arácnidos con 22, los malacostráceos isópodos con el Venezillo fillolae, el Porcellio babilonus, el P. ovalis y el P. strinatii; los diplópodos por Dolichoiulus alauaudi, D. architheca y D. martini; mientras que los quilópodos con el Lithobius canariensis.
Los insectos, los mayormente representados con 145 especies y subespecies únicas de Gran Canaria, con 93 especies de coleópteros exclusivas, algunas destacadas como la chispita de Acusa (Attalus acusae), el cucusito hormiguero gigante (Thorictus gigas), el cucusito hormiguero de Tamadaba (T. tamadabanus), el cucusito hormiguero de Tejeda (T. tejedanus) y el escarabajo pintado del pino (Buprestis berthelotii).
Los himenópteros con 20 especies exclusivas, los ortópteros con el cigarrón palo de Gran Canaria (Acrostira tamarani) y la arminda de Gran Canaria (Arminda canariensis); los tisanópteros con Aeolothrips modestus; los hemípteros con 7 especies exclusivas, los dípteros con 6, los lepidópteros con 9, y por último, los himenópteros con 6 endemismos grancanarios.